# Горакшанатх
Горакшанатх (хинди गोरखनाथ)) (Горакша (санскр. गोरक्ष)), Горакхнатх) — один из махасиддхов, почитаемых как в индуизме, так и в буддизме (ваджраяна), ученик Матсьендранатха, основатель традиции натхов, ордена канпхатов или даршани, а также нового направления в тантре, в котором используются шабар-мантры, и хатха-йоги, элементы которой практиковали во многих религиозных традициях, таких как шиваизм, суфизм, буддизм и др.
Имя «Горакша» состоит из двух частей: «го» (санскр. गो) — вселенная, чувства, тело, и «ракша» (санскр. रक्ष) — владыка, защитник, что буквально переводится как «защитник вселенной» или «владыка чувств».
Горакшанатха в Индии считают покровителем всех йогинов. Также его почитают в традиции буддизма ваджраяны. Отмечается почитание Горакшанатха среди некоторых бенгальских мусульман. Предания о нём широко распространены и разнообразны. Особенно много их в Непале, Бенгалии, западной Индии, Синде и Пенджабе. Биография Горакшанатха помещена в жизнеописании 84-х махасиддхов.

## Биография
Точное время и место жизни Горакшанатха не установлено. Натхи считают, что Горакшанатх являлся во все мировые эпохи — четыре юги. Современные исследователи на основе анализа сохранившихся легенд и преданий, а также археологических данных делают вывод, что Горакшанатх жил в XII – XIII веке и родился в Восточной Бенгалии.

## Тексты
Горакшанатха считают автором таких текстов, как: «Горакша-самхита», «Горакша-шатака», «Горакша-паддхати», «Сиддха-сиддханта паддхати», «Вивека-мартанда», «Йога-мартанда», «Йога-чинтамани», «Джняна-амрита», «Аманаска», «Атмабодха», «Горакша-сахасранама», «Йога-биджа», «Йога-сиддханта-паддхати», «Амараугха-прабодха», «Горакша-пиштика», «Горакша-гита», «Горакша-вачана-санграха», «Горакша-упанишада», «Аманаска-йога», «Хатха-йога» и др.
Многие другие труды основаны на учении Горакшанатха: «Свара-тантра», «Горакша-пурана», «Джняна-санкалини», «Йога-махима», «Горакша-тантра», «Адинатха-самхита», «Кальпадрума-тантра», «Шабар-чинтамани», «Вивека-дарпана», «Натха-сутра» и др. При этом точно установить, кто являлся автором затруднительно.
Горакша говорит в Хатха-йога-прадипике: «Существует столько Асан, сколько различных видов материальных тел обусловленных материей существ (джива-атм). Шива говорил о 8400000 Асанах и только он знал их. Из этого числа он отобрал 84, из которых 4 являются наиболее важными и полезными. Эти четыре — Сиддха, Падма, Симха и Бхадра Асаны — самые лучшие».

### Горакша-вачана-санграха
Сборник высказываний Горакшанатха и наставлений в практике йоги. В тексте раскрывается понятие Абсолюта (Шивы), как реальности находящейся вне каких-либо воззрений и описаний. Проявляется Абсолют благодаря своей Шакти. Живые существа по определению Горакшанатха являются не только частицей Абсолюта, но и самой совершенной его частью, так как в них реализуется трансцендентный союз Шивы и Шакти. В тексте даётся определение Атмана, как корня всего сущего и принципы его постижения. Также описывается тайна и значение звука ОМ и излагаются принципы работы с тонким телом, дыханием и определение состояния самадхи. Далее Горакшанатх даёт наставления по шести разделам йоги (асана, пранаяма, пратьяхара, дхарана, дхьяна и самадхи) а также яме и нияме (запретам и предписаниям). Также описываются локализация чакр и адхар в тонком теле человека и процесса пробуждения Кундалини. Даются наставления по практике мудр и лайя-йоге. В заключение Горакшанатх определяет признаки авадхута-йогина и напоминает о величии истинного Гуру, только милостью которого возможно достичь высшего состояния и всех совершенств.

### Йога-биджа
В начале текста упоминается Адинатха, ведущий диалог с Богиней. Текст содержит наставления по йога-садхане и описание техник, однако подчёркивается что те или иные практики должны быть получены от Гуру. Как результат йога-садханы появляются мистические силы (сиддхи), которые разделяются на кальпита и акальпита, то есть полученные через алхимию, аскезы, мантры и т. д. и сиддхи, которые йогин обретает, следуя естественному пути (сахаджии). Подчёркивается также важность подготовки тела посредством практик хатха-йоги, в результате чего тело, достигая совершенства, становится «прочнее самого прочного и тоньше самого тонкого».

### Горакша-упанишада
Текст написан на смеси языков раджастхани и хинди. Он построен в виде диалога Вимала Дэви и Горакшанатха. В начале текста объясняется значение имени Горакшанатха, принципов сотворения Вселенной, описывается что такое Творец и Божество. Затем даются определения сущности девяти Великих Натхов, как принципов мироздания имеющих один источник. В конце даются наставления для учеников и различные пути постижения высшей реальности, а также определение брахмана, как повелителя йогинов, постигшего проявленного в качествах Бога.

### Вивека-мартанда
Текст «Вивека-мартанда», содержащий двести три строфы, дает подробное описание практик йоги, рассматривая её как путь к освобождению, прекращающий страдания и ведущий к соединению дживатмана (индивидуальной души) и Параматмана (Абсолюта). Подчеркивается, что эти знания получены от самого Адинатха, то есть бога Шивы. В отличие от «Йога-Сутр» Патанджали в Натха-сампрадае йога состоит из шести частей: асаны, пранаямы, пратьяхары, дхараны, дхьяны и самадхи, а количество ям, как и ниям, равно не пяти, а десяти. Также подчеркивается необходимость почитания Гуру и Шивы перед тем, как приступать к любому занятию.
В тексте подробно описывается расположение пяти элементов в чакрах, сходное с описанием в «Хатха-йога прадипике» и тантрических традициях. Ниже области пупа находится канда-йони, где берут начало 72 тысячи нади, энергетических канала тонких тел человека. Основными из них считаются десять, по которым течет также десять видов вайю: пять основных пран и пять дополнительных.
Также приводится практика «аджапа-джапы», при которой непрерывное повторение мантры «Со Хам» («Я Есмь») сопровождается уникальной техникой: на вдохе огонь апаны следует поднимать вверх, а на выдохе вести прану вниз. Так достигается их подобие и пробуждение Кундалини, которая описывается как свернутая в восемь оборотов.
Для эффективной практики, обретения здоровья и долголетия, приводятся советы по правильному питанию и дается подробное описание различных мудр и бандх.
Важное место отводится работе с солнечной, лунной и огненной энергиями в теле. Пранаяма приводит к состоянию пратьхары, в котором останавливается движение ума и наступает состояние дхараны. Далее следует детальное описание медитации на пять элементов. Переходя к дхьяне, йогин может созерцать Атман в девяти чакрах тела, что приводит к восьми различным сиддхам (чудесным проявлениям). Заканчивается текст описанием состояния самадхи.